# Kovanluk (Bośnia i Hercegowina)
Kovanluk (cyr. Кованлук) – wieś w Bośni i Hercegowinie, w Republice Serbskiej, w mieście Bijeljina. W 2013 roku liczyła 508 mieszkańców.